# Audi Sport GmbH

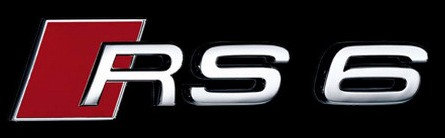
RS embleem

Audi Sport GmbH (voorheen quattro GmbH) is de sportafdeling en een volledige dochteronderneming van de Duitse autoproducent Audi. Het bedrijf is gevestigd bij de Audi-fabriek in Neckarsulm. Audi Sport is verantwoordelijk voor Audi's RS-modellen en exclusieve modellen. Tevens ontwikkelt het bedrijf het S line sportpakket waarmee bijna alle modellen van Audi kunnen worden uitgerust. De naam quattro GmbH is afkomstig van het gelijknamige quattro vierwielaandrijvingsysteem van Audi, hetgeen alle modellen van quattro standaard bezitten. Op 29 november 2016 kondigde het merk echter aan de naam per direct te wijzigen naar Audi Sport. Dit is relatief onbekend als bedrijf, omdat het zijn producten niet onder de eigen merknaam verkoopt, maar ze verkoopt onder de naam van moederbedrijf Audi. Toch produceert het enkele van de meest spraakmakende Audi's, zoals de R8 en RS-modellen.
Er werken zo'n 750 mensen bij Audi Sport, waarvan 250 in een aparte afdeling die exclusief werken aan de productie van de Audi R8. Sinds 15 maart 2016 staat Stephan Winkelmann, voormalig CEO van Lamborghini, aan het roer bij Audi Sport.

## Geschiedenis
De eerste auto die zelfstandig door quattro gefabriceerd werd was de Audi S6 Plus uit 1996, een krachtiger versie van de Audi S6. In 1999 kwam quattro met de Audi RS4 op de markt. Daarna volgde in 2002 de Audi RS6. In 2005 kwam een speciale DTM-uitvoering van de Audi A4 op de markt, ontwikkeld door quattro. In 2006 kwam het bedrijf met een tweede generatie van de RS4. In 2007 bracht het de spraakmakende R8, een Audi met middenmotor die de reputatie van het merk zeer ten goede kwam. Eenzelfde effect had de TT RS uit dat zelfde jaar, die voor het eerst sinds jaren weer met een vijfcilindermotor was uitgerust. Het meest recente model is de RS5 gebaseerd op de tweede generatie Audi A5.

## Producten

### RS-modellen
De RS-modellen worden in een speciale fabriek gefabriceerd, en zijn op Audi's bestaande modellen gebaseerd. Het is de hoogste modellenlijn die verkrijgbaar is en ze hebben als uitgangspunt sportiviteit. Een auto van Audi Sport is op kenteken ook geen Audi maar staat geregistreerd als QUATTRO. De RS-modellen beschikken over krachtige zelfontwikkelde motoren en Quattro vierwielaandrijving.
Voormalige RS-modellen:
| Modelnaam            | Volkswagen Group platform | Type code | Motor                   | max. vermogen   | autotype                                                     | productie jaren                                                 | afbeelding |
| -------------------- | ------------------------- | --------- | ----------------------- | --------------- | ------------------------------------------------------------ | --------------------------------------------------------------- | ---------- |
| Audi RS2             | B4                        | 8C        | 2.2 liter I-5 20v Turbo | 316 pk (232 kw) | 5-deurs stationwagen                                         | 1994–1995                                                       |            |
| Audi RS4             | B5 (PL45)                 | 8D        | 2.7 liter V6 turbo      | 380 pk (280 kw) | 5-deurs stationwagen                                         | 2000–2001                                                       |            |
| Audi RS6             | C5                        | 4B        | 4.2 liter V8 turbo      | 450 pk (331 kw) | 4-deurs sedan, 5-deurs stationwagen                          | 2002–2004                                                       |            |
| Audi RS6 Plus        | C5                        | 4B        | 4.2 liter V8 turbo      | 480 pk (353 kw) | 5-deurs stationwagen                                         | 2004                                                            |            |
| Audi RS4             | B7 (PL47)                 | 8E        | 4.2 liter V8            | 420 pk (309 kw) | 5-deurs sedan, 5-dr, 5-deurs stationwagen, 2-deurs cabriolet | 2006-2008 (Limousine), 2006-2007 (Avant), 2007-2008 (Cabriolet) |            |
| Audi RS6             | C6                        | 4F        | 5.0 liter V10 turbo     | 580 pk (426 kw) | 4-deurs sedan, 5-deurs stationwagen                          | 2008–2010                                                       |            |
| Audi TT RS           | A5 (PQ35)                 | 8J        | 2.5 liter I-5 turbo     | 340 pk (250 kw) | 2-deurs coupé, 2-deurs cabriolet                             | 2010-2014                                                       |            |
| Audi RS5             | B8 (PL48) (Audi MLB/MLP)  | 8T        | 4.2 liter V8            | 450 pk (331 kw) | 2-deurs middenklasse coupé 2-deurs middenklasse cabriolet    | 2010-2015                                                       |            |
| Audi RS3             | A5 (PQ35)                 | 8P        | 2.5 liter I-5 turbo     | 340 pk (250 kw) | 5-deurs hatchback                                            | 2011–2012                                                       |            |
| Audi TT RS Plus      | A5 (PQ35)                 | 8J        | 2.5 liter I-5 turbo     | 360 pk (265 kw) | 2-deurs coupé, 2-deurs cabriolet                             | 2012-2014                                                       |            |
| Audi RS4             | B8 (PL48) (Audi MLB/MLP)  | 8K        | 4.2 liter V8            | 450 pk (331 kw) | 5-deurs stationwagen                                         | 2012-2014                                                       |            |
| Audi RS7             | C7                        | 4GF       | 4.0 liter V8 biturbo    | 560 pk (412 kw) | 5-deurs hatchback                                            | 2013-2017                                                       |            |
| Audi RS7 Performance | C7                        | 4GF       | 4.0 liter V8 biturbo    | 605 pk (445 kw) | 5-deurs hatchback                                            | 2015-2017                                                       |            |

De huidige RS-modellen zijn:
- Audi RS3 Sportback
- Audi RS3 Limousine
- Audi TT RS
- Audi TT RS Roadster
- Audi RS4 Avant
- Audi RS5
- Audi RS6 Avant
- Audi RS6 Avant Performance

De motoren worden tegenwoordig zelf ontwikkeld, waar in verleden bij de eerste RS4 en RS6 nog de hulp van Cosworth werd ingeschakeld voor het tunen van een motor. De motoren zijn weliswaar gebaseerd op die van Audi maar zijn herontwikkeld door quattro.
Dit zijn nu de 2,5 liter 5-in-lijn TFSI van 400 pk, 2,9 liter V6 TFSI met 450 pk, 4,0 liter V8 TFSI met 560 of 605 pk en de 5,2 liter V10 FSI met 610 pk.

### Andere producten
Naast de RS-modellen werd ook de Audi R8 ontwikkeld door quattro. Voor de productie van deze sportauto moest 28 miljoen euro worden geïnvesteerd in verbouwingen van de fabriek in Neckarsulm. De R8 wordt door een speciaal team van 250 man geproduceerd in een apart deel van de fabriek. Ook de Audi Q7 V12 TDI is geproduceerd door quattro. Omdat dit speciale model dermate veel aanpassing moest ondergaan ten opzichte van de standaard Q7. Ook qua uiterlijk en prestaties is de Q7 V12 TDI te vergelijken met de RS-modellen.
In het verleden had quattro de traditie om slechts één RS-model tegelijk in productie te hebben. Tevens was het de gewoonte dat een RS pas aan het eind van de levensfase van een automodel op de markt kwam. Audi heeft besloten dat de RS-modellen eerder zullen verschijnen en dat ook meerdere versies samen in productie zullen zijn. Dit moet ook wel, aangezien Audi Sport zegt het aantal RS-modellen vanaf 2016 binnen enkele jaren te zullen verdubbelen.